# Flik 39
La Fliegerkompanie 39 (abbreviata in Flik 39) era una delle squadriglie della Kaiserliche und Königliche Luftfahrtruppen.

## Storia

### Prima guerra mondiale
Dal 19 luglio 1917 al 27 novembre successivo Karl Nikitsch vi ottenne 6 vittorie con gli Albatros D.III e gli Hansa-Brandenburg D.I. Dal 21 giugno 1917 all'11 novembre successivo Augustin Novák su Hansa-Brandenburg C.I vi ottiene 2 vittorie. Nel settembre 1917 la Flik 39/D fu inviata sul fronte italiano a Villaco dove si trovava il 24 ottobre 1917 al comando dell'Oblt Rudolph Dworzak von Kulmburg venne inquadrata nella 14. Armee tedesca e partecipò alla Battaglia di Caporetto. Il 15 ottobre 1918 la Flik 39/P è nell'Armeegruppe Belluno o gruppo bellunese dell'esercito a San Pietro in Campo (Aeroporto di Belluno) al comando dell'Oblt Karl Jasny con un Ufag C.I e 8 Phönix D.I per la Battaglia di Vittorio Veneto.
Dopo la guerra, fu sciolta insieme all'intera aeronautica austriaca.